# Torben Wosik
Torben Wosik est un joueur de tennis de table de nationalité allemande né le 8 octobre 1973. Il évolue depuis la saison 2006-2007 au club de la Vaillante Angers Tennis de Table.

## Carrière
Wosik est présent dans le Top 100 des meilleurs joueurs mondiaux depuis 2002.
Après avoir joué de 2004 à juin 2006 au club de Frickenhausen en Allemagne, il rejoint le club français d'Angers "la Vaillante", où il est surnommé "torbinator" par les supporters, en référence à ses très bons débuts au sein du championnat de France de Pro A. En 2008, il remporte avec son club angevin la coupe d'Europe ETTU.